# Coro (cantor)
Coro é um cantor americano de freestyle e dance-pop. Coro é melhor lembrado pelo seu hit "My Fallen Angel", que alcançou a posição #54 na Billboard Hot 100.

## Discografia

### Álbum de estúdio
| Ano  | Detalhes do álbum                                                        | Posições na parada   | Posições na parada |
| Ano  | Detalhes do álbum                                                        | EUA Heat (Northeast) |                    |
| ---- | ------------------------------------------------------------------------ | -------------------- | ------------------ |
| 1991 | Coro - Lançado: 5 de março de 1991 - Gravadora: Cutting Records/Charisma | 10                   |                    |

### Singles
| 1989                                               | "Where Are You Tonight"     | —  | 25 | Coro                        |
| 1990                                               | "Can't Let You Go"          | —  | 18 | Coro                        |
| 1991                                               | "My Fallen Angel"           | 54 | 25 | Coro                        |
| 1991                                               | "Where Are You Tonight '91" | —  | —  | Coro                        |
| 1991                                               | "Missing You"               | —  | —  | Coro                        |
| 1993                                               | "Stand by Your Lover"       | —  | —  | Cutting Records Dance Vault |
| 1994                                               | "One Night with You"        | —  | —  | Apenas single               |
| 1996                                               | "Do Unto Me"                | —  | —  | Apenas single               |
| 1998                                               | "Shadows"                   | —  | —  | Apenas single               |
| 2010                                               | "Sexy Lady"                 | —  | —  | Apenas single               |
| "—" denota um lançamento que não entrou na parada. |                             |    |    |                             |

### Vídeoclipes
| Ano  | Título            | Diretor(es) |
| ---- | ----------------- | ----------- |
| 1991 | "My Fallen Angel" | —           |